# Juan Gomis
Juan Gomis (Castellón de la Plana, 28 de marzo de 1978) es un ciclista español.
Debutó como profesional con el equipo L. A. Pecol en el año 2002.
En 2006, en el marco de la Operación Puerto, fue identificado por la Guardia Civil como cliente de la red de dopaje liderada por Eufemiano Fuentes, con su nombre real como nombre en clave. Gomis no fue sancionado por la Justicia española al no ser el dopaje un delito en España en ese momento, y tampoco recibió ninguna sanción deportiva al negarse el juez instructor del caso a facilitar a los organismos deportivos internacionales (AMA, UCI) las pruebas que demostrarían su implicación como cliente de la red de dopaje.

## Palmarés
2001
- 3º en la Vuelta a Navarra

2003
- 1 etapa del GP Gondomar
- GP Cantanhede, más 1 etapa

## Equipos
- L. A. Pecol (2002-2003)
- Saunier Duval-Prodir (2004)
- Comunidad Valenciana (2005-2006)